# Кабинет Льва Толстого

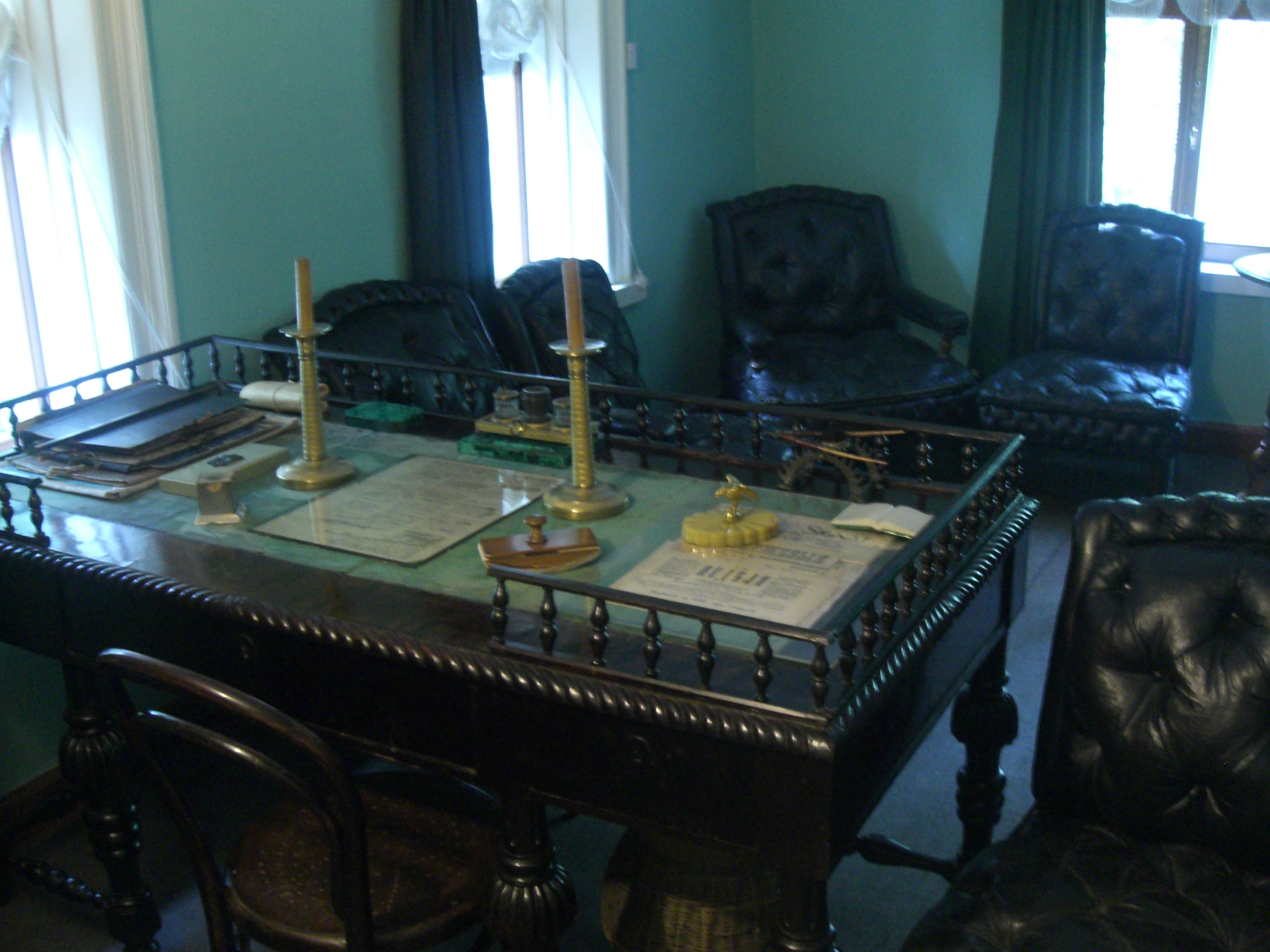
Обстановка кабинета Льва Толстого

Кабинет Льва Толстого — одна из двух личных комнат русского писателя Льва Толстого, расположенная на втором этаже его московской усадьбы в Хамовниках, которую он приобрёл в 1882 году. В этом доме он жил с семьёй в холодное время года с 1882 года по 1901 год. В кабинете им было создано более 60 произведений. Здесь бывали в гостях видные культурные и общественные деятели, учёные. С 1921 года дом является Музеем-усадьбой Льва Толстого в Хамовниках, в нём сохранена обстановка и личные вещи писателя (более 5000 экспонатов). В кабинете находятся письменные стол, несколько кресел и диван, шкаф, столики, личные вещи.

## История
Лев Толстой приобрёл московскую усадьбу в 1882 году. После этого дом был перестроен: расширен и добавлен второй этаж. Здесь Толстой жил вместе с семьёй (в основном в холодное время года) до своего возвращения в имение Ясная Поляна в мае 1901 года. В связи с ухудшением здоровья ему рекомендовали деревенский воздух, в связи с чем он остался жить в тульском наследственном имении. После этого он лишь однажды побывал в московском доме, приехав на несколько дней в сентябре 1909 года. После смерти Толстого в 1911 году усадьба была продана женой Софьей Андреевной Московской городской управе. При этом из обстановки в распоряжение городских властей поступили только вещи, находившиеся в кабинете и рабочей комнате Толстого, а также его кровать и тумбочка. Через десять лет усадьба была национализирована советскими властями, в неё поступили остальные предметы, хранившиеся женой в Ясной Поляне. Музей был открыт в ноябре 1921 года и после этого вошёл в состав Государственного музея Льва Толстого.
В угловой кабинет можно было попасть через рабочую комнату Толстого, которая находится в конце длинного узкого коридора (известного с подачи художника Николая Ге как «катакомбы») левого крыла второго этажа дома. Вставал Толстой рано и поднимался из спальни в халате на второй этаж по «чёрной лестнице» к себе в рабочую комнату. До 1888 года спальня находилась на втором этаже, позже она стала известна как «малая гостиная». В одной из двух личных комнат хозяин занимался гимнастикой: свидетельством этого являются выставленные здесь две семифунтовые гантели. Здесь же он и умывался: личные вещи, связанные с гигиеной, также представлены в музейной комнате.
После того как Толстой приводил себя в порядок и одевался, он лично занимался хозяйственными хлопотами: убирал в своих комнатах (когда не болел), шёл колоть дрова в сарай на улице, ехал за водой на водокачку или на реку Москва. Вернувшись в дом, он пил ячменный кофе и шёл в кабинет (около 9 часов), где писал до 15—16 часов. После этого обычно шёл на прогулку, а вернувшись принимал гостей в кабинете. Иногда гости заставали его за некоторыми хозяйственными делами, в частности, занятием в рабочей комнате сапожным ремеслом, которым он увлёкся начиная с 1884 года. В кабинете Толстой работал в зимние месяцы на протяжении 19 лет. Здесь было создано более 60 произведений художественного и иного характера: рассказы и повести («Смерть Ивана Ильича», «Холстомер», «Крейцерова соната»), публицистические и критические работы («Так что же нам делать?», «О переписи в Москве», «Что такое искусство?»), пьесы («Власть тьмы», «Плоды просвещения», «Живой труп»). Именно здесь на протяжении 1889—1899 годов был написан последний роман классика — «Воскресение». После вынесения в феврале 1901 года «Определения Святейшего синода о графе Льве Толстом» в апреле он написал своё последнее созданное в доме произведение, известное под названием «Ответ Синоду».
Писал Толстой страстно, забывая обо всём на свете. По свидетельству очевидцев, нередко он хотел просто что-либо немного поправить в тексте, но так увлекался, что самозабвенно начинал писать по несколько часов подряд. Для его писательского труда было характерно многократное переписывание и исправление текста («просеивание», по его определению), на листе добавлялось большое количество вставок, приписок. В разгар работы не только письменный стол, но и диван, другие предметы мебели, подоконники и т. д. были завалены книгами, справочниками, необходимыми ему. Значительного книжного собрания в доме не было, так как Толстой не перевёз свою библиотеку из Ясной Поляны. Для работы в Москве он использовал книги из Румянцевской библиотеки.
Толстой лично занимался приобретением мебели для дома. Так, 28 августа 1881 года на Тверской улице, где в то время находилась мебельная фабрика Ф. Фламанского, он купил письменный сосновый стол с тремя ящиками. Он расположен слева от двери, его верх покрыт зелёным сукном. По краю стола со всех сторон установлена декоративная ограда из балясин, соединённых между собой в верхней части перильцами. Эта решётка отсутствует в месте, предназначенном для письма. На столе находились два бронзовых подсвечника, из которых писатель при работе использовал один. Пётр Сергеенко отмечал в этой связи, что «от одной свечи было темновато, и углы комнаты тонули в сумраке». Толстой с гордостью говорил, что пишет и читает при одной свече, а также что обладает хорошим зрением несмотря на свои преклонные годы. Однако известно, что в старости у него была близорукость и для того, чтобы лучше видеть, он подпилил ножки венского стула из бука с фанерным сиденьем. Это позволяло ему приблизить бумаги к глазам, сидя за столом, и не горбиться. В том случае, если он уставал часами сидеть за столом, то менял место и становился за пюпитр. Чтобы немного расслабиться, он садился за одно из кресел или ложился на диван, расположенный у стены в глубине комнаты. Сидя на диване, иногда он писал на небольшом круглом столике с тремя ножками и мраморной столешницей. Для освещения в этом случае использовалась стеариновая свеча. При посещении кабинета гостями зажигалась керосиновая лампа с зелёным абажуром. Светильник мог ставиться за небольшой стол, находившийся в углу комнаты за диваном.

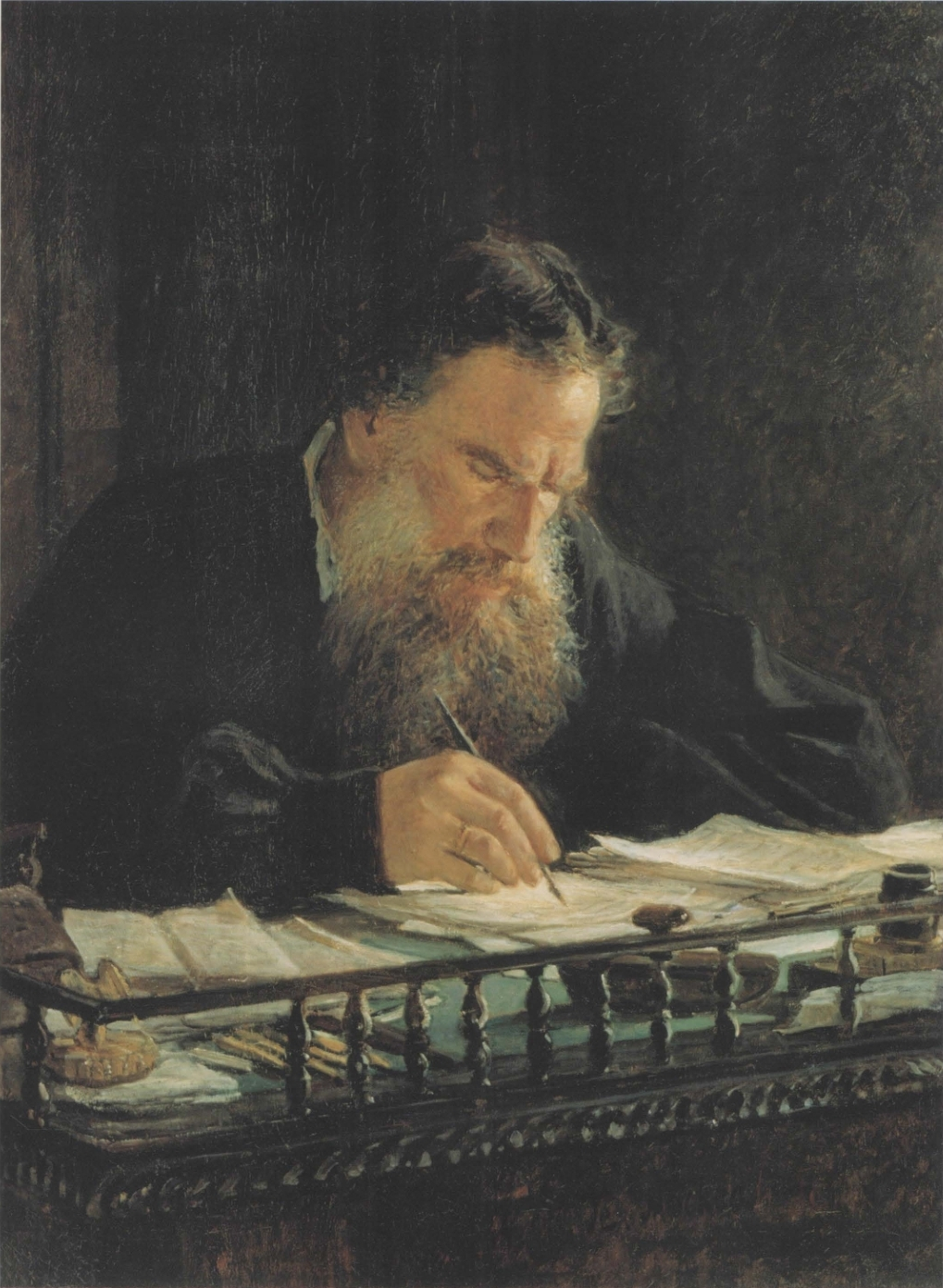
Николай Ге. «Л. Н. Толстой за письменным столом», 1884. Государственная Третьяковская галерея

Среди гостей дома были видные писатели, художники, учёные, музыканты, общественные деятели: Владимир Короленко, Александр Амфитеатров, Владимир Соловьёв, Александр Островский, Алексей Горький, Николай Лесков, Всеволод Гаршин, Афанасий Фет, Аполлон Майков, Владимир Гиляровский, Антон Чехов, Иван Бунин, Андрей Белый, Александр Скрябин, Сергей Рахманинов, Николай Римский-Корсаков, Фёдор Шаляпин, Владимир Стасов, Николай Ге, Павел Трубецкой, Марк Антокольский, Василий Ключевский, Илья Мечников, Анатолий Кони, Климент Тимирязев и другие. Посещали его также обычные крестьяне, ремесленники, горожане, студенты. Многие из них оставили воспоминания о доме и кабинете. Описывая впечатления от посещения дома, Владимир Стасов в мае 1896 года вспоминал, что в кабинет никто не заходит до 13-00 часов (до завтрака), так как хозяин лично подметает и убирает в комнате, пишет. Обстановка строгая, и только у стены возле входной двери установлен «шкаф с лексиконами» и справочной литературой. Как и многие другие, Стасов особо останавливался на описании письменного стола с «решёткой», известного по «гадкому» портрету Николая Ге: «На столе большая формальная чернильница без употребления, потому что сам барин-то пишет прямо макая в баночку с чернилами…» Отрицательно отзывался о картине «Л. Н. Толстой за письменным столом» Алексей Греч, назвавший её «сектантским портретом», на котором писатель предстал в образе «проповедника». Другие критики более благожелательно отнеслись к работе Ге. Так, Илья Репин, автор ряда портретов Толстого, в том числе и одного выполненного им в московском кабинете, писал в начале марта 1884 года Павлу Третьякову: «Портрет Ге Л. Толстого очень похож, очень похож, художественная вещь и, несмотря на плохую технику, крупное произведение».